# Odontocolon sierrae
Odontocolon sierrae là một loài tò vò trong họ Ichneumonidae.